# Aspidoscelis tesselata
Cnemidophorus tesselatus là một loài thằn lằn trong họ Teiidae. Loài này được Say mô tả khoa học đầu tiên năm 1823.